# Agharta (Album)
Agharta ist ein Live-Doppel-Album des amerikanischen Jazzmusikers Miles Davis. Es wurde am 1. Februar 1975 aufgenommen, als erstes von zwei Konzerten, die Davis an diesem Tag in der Festival Hall von Osaka in Japan gab. Das zweite  Konzert ist auf dem 1976 veröffentlichten Live-Album Pangaea dokumentiert. In beiden Konzerten trat Davis mit seinem Septett auf, dem Flötisten und Saxophonisten Sonny Fortune, dem Bassisten Michael Henderson, dem Schlagzeuger Al Foster, dem Perkussionisten James Mtume, dem Gitarristen Reggie Lucas und Pete Cosey, der Gitarre, Synthesizer und Perkussion spielte.
Das Konzert wurde von Sony unter der Leitung von Teo Macero, der das Album auch produzierte, aufgezeichnet. Die japanische Division von Sony schlug den Titel, Agharta vor, ein mythologischer Ort, der im Okkultismus als arisches Weltzentrum betrachtet wird. Die künstlerische Gestaltung des Albums übernahm der japanische Künstler Tadanori Yokoo. Agharta wurde zuerst in Japan im August 1975 veröffentlicht. Von der zeitgenössischen Kritik überwiegend verrissen, fand das Album retrospektiv Anerkennung als wichtiges und einflussreiches Jazz-Rock-Album. Es wurde von Columbia Records im Jahr 1991 neu aufgelegt und im Jahr 2009 als Teil der Miles-Davis-Box The Complete Columbia Album Collection in der Serie Sony Legacy remastered.

## Hintergrund
Nach der Veröffentlichung seines Studio-Albums Get Up with It und dessen schwachen Bewertungen in den Jazzzeitschriften plante Davis eine Japan-Tournee. Zwischen dem 22. Januar und dem 8. Februar 1975 gab er 14 Konzerte, für die er von den Kritikern gute Bewertungen erhielt. Der japanische Kritiker Keizo Takada lobte Davis’ Band als „großartig und energiegeladen“.
Zum Zeitpunkt der Aufnahme des Albums in der Osaka Festival Hall litt Davis unter starken Schmerzen in seiner linken Hüfte, an der er zehn Jahre zuvor operiert worden war. Während der Tour war er wegen der Schmerzen nicht in der Lage, sein Wah-Wah-Pedal mit dem Fuß zu bedienen. Er ließ sich zum Teil auf die Knie sinken, um es stattdessen mit der Hand zu drücken. Um seine Schmerzen zu lindern und auch weiterhin aufzutreten, nahm Davis Codein und Morphin, rauchte und trank große Mengen Bier.

## Titelliste
1. Prelude (Part 1) – 22:34
2. Prelude (Part 2) / Maiysha – 23:01
3. Theme from Jack Johnson – 26:50
4. Interlude – 25:59

Alle Kompositionen von Miles Davis.

## Rezeption
In einer zeitgenössischen Rezension für die New York Times schrieb der Kritiker Robert Palmer, dass das Album über weite Strecken durch „schlampige Ein-Akkord-Jams“ und unzusammenhängende Geräusche beeinträchtigt werde und dass die Banalität der Musik durch die tadellose japanische Technik deutlich gemacht werde. Weiterhin schrieb er, dass das Wah-Wah-Pedal Davis seine Fähigkeit der Phrasierung nehme und kritisierte die Band als minderwertig „nach Rock-Standards“, vor allem Cosey, dessen übersteuerte Lead-Gitarre „jammert und poltert wie eine laute Maschinen-Werkstatt“.
Spätere Besprechungen sahen das Album in einem positiveren Licht. Robert Christgau meinte 1981, es handele sich um das „meistverunglimpfte Doppelalbum von Davis aus den 1970er Jahren.“ Es werde zwar berichtet, dass Davis mit seinem eigenen Spiel auf Agartha nicht zufrieden sei, aber auch wenn er hier nicht den Helden gebe, überzeuge doch die Band mit ihrer Virtuosität, allen voran Pete Cosey mit seinen interessanten Geräuschen. Die Musik sei „zornig, losgelöst, funkig und das Beste von Davis seit A Tribute to Jack Johnson.“
Der Davis-Biograph Peter Wießmüller bemerkte, dass sich in den beiden Livemitschnitten „Davis’ ausgeprägte Tendenz zu einer sich frei entwickelnden Formgestaltung weiter fortsetze. Was sich auf Dark Magus schon angedeutet hatte, wird hier weiter ausgebaut, nämlich die vollkommene Integration der Dissonanzen inner- und außerhalb des Tonalitätenbereichs.“ Für Wießmüller erforderte diese Musik gegenüber vorangegangenen Produktionen wie A Tribute to Jack Johnson (1970) oder Maiysha (1974, aus Get Up with It) eine „Umstellung, weil sie sämtliche Hörgewohnheiten sprengt.“ Miles Davis sei „technisch und musikalisch wieder in exzellenter Form“; auf der D-Seite „– innerhalb eines im guten alten Sinne jazzigen Kontexts – entfaltet Miles, getragen von tänzelnden Rhythmen, eine äußerst vielschichtige Improvisation in fließender Phrasierung mit rhythmisch außergewöhnlichen Akzentuierungen.“ Einschränkend meint Wießmüller, dass die sonst so spontane Kommunikation durch Davis’ körperliche Verfassung gelitten habe, „weshalb das innerhalb des Ensembles aufgebaute, energetische Potential sich manchmal zu diffus entlädt. Der auf Dark Magus so faszinierend in Szene gesetzte Stimmungswechsel zwischen dramatischer Hektik und melancholischer Getragenheit will sich manchmal, besonders auf Agharta, nicht so recht einstellen. Miles’ Fähigkeiten als Katalysator vermögen die musikalische Szenerie nicht wie gewohnt zu durchdringen.“ Pangaea, der Mitschnitt des zweiten Konzerts, hinterlasse einen „geschlosseneren Eindruck“.

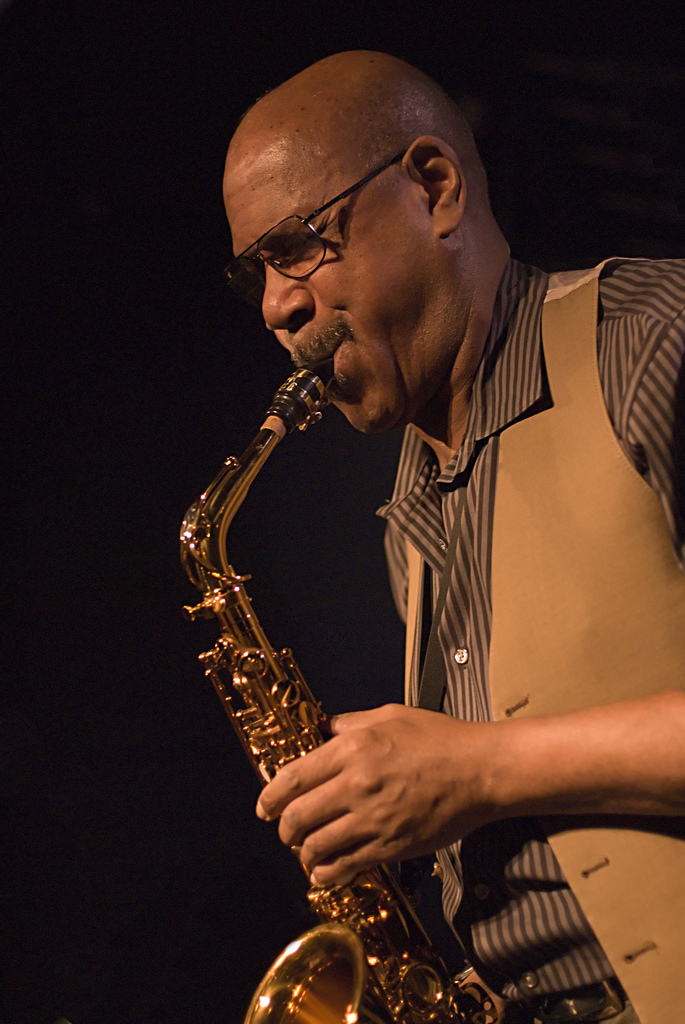
Sonny Fortune

Die Kritiker Richard Cook und Brian Morton verliehen dem Album im Penguin Guide to Jazz 3½ Sterne (gegenüber der Höchstbewertung von vier Sternen für Pangaea) und führten aus, Miles Davis’ Trompetenspiel auf diesen „skrupellosen“ Platten sei von höchster und experimentierfreudigster Art; sein Einsatz des Wah-Wah – häufig als Zeichen kreativen Scheiterns  interpretiert – sei oft sagenhaft subtil und schaffe „Ebbe und Flut in einer harmonisch statischen Linie“ und erlaube es Miles, „gewaltig melismatische Variationen einer einzigen Note zu schaffen“. In Wahrheit sei die Band, mal abgesehen von Sonny Fortune, jedoch nicht in der Lage, die musikalische Konzeption des Bandleaders zu verstehen. Resümierend stellen die Autoren fest, dass es ein wachsendes Verständnis für diese zugegebenermaßen problematischen Platten gebe (die ursprünglich nur für wert befunden wurden, in Japan verkauft zu werden), „doch die Zeit wird zeigen, wie maßgeblich diese [Platten] im gesamten Bewegungsablauf von Miles’ Musik waren.“
Thom Jurek schrieb bei Allmusic:

“While Pangaea is awesome as well, there is simply nothing like Agharta in the canon of recorded music. This is the greatest electric funk-rock jazz record ever made — period.”

„Obwohl Pangaea auch fantastisch ist, gibt einfach nichts mit Agharta vergleichbares im Kanon der Musikaufnahmen. Dies ist die größte Elektro-Funk-Rock-Jazzplatte aller Zeiten – Basta.“